# Factor VIII (medicamento)
 El factor VIII es un medicamento que se usa para tratar y prevenir el sangrado en personas con hemofilia A y otras causas de bajos niveles de factor VIII.  Ciertas preparaciones también se pueden usar en personas con enfermedad de von Willebrand.  Se administra por inyección lenta en una vena. 
Los efectos secundarios incluyen enrojecimiento de la piel, falta de aliento, fiebre y degradación de los glóbulos rojos. Las reacciones alérgicas, incluyendo anafilaxia, pueden ocurrir.  No está claro si el uso durante el embarazo es seguro para el bebé.  Un concentrado de factor VIII purificado está hecho de plasma sanguíneo humano.  Una versión recombinante también está disponible.  Las personas pueden desarrollar anticuerpos contra el factor VIII de modo que este medicamento se vuelve menos efectivo. 
El factor VIII se identificó por primera vez en la década de 1940 y estuvo disponible como medicamento en la década de 1960.  El factor VIII recombinante se fabricó por primera vez en 1984 y se aprobó para uso médico en los Estados Unidos en 1992.  Está en la Lista de medicamentos esenciales de la Organización Mundial de la Salud, los medicamentos más efectivos y seguros que se necesitan en un sistema de salud.  El costo mayorista en el mundo en desarrollo es de aproximadamente US$119,61 a 497,50 por cada vial de 500 UI.

## Historia
La transferencia de este subproducto del plasma al torrente sanguíneo de un hemofílico a menudo condujo a la transmisión de enfermedades como el VIH y la hepatitis antes de que se mejoraran los métodos de purificación.  A principios de la década de 1990, las compañías farmacéuticas comenzaron a producir productos de factor sintetizados de forma recombinante, los que ahora previenen casi todas las formas de transmisión de enfermedades durante la terapia de reemplazo. 